# Шефер, Шарль Анри Огюст
Шарль Анри Огюст Шефер (фр. Charles Henri Auguste Schefer; 16 ноября 1820, Париж — 3 марта 1898) — французский востоковед, филолог и историк.
Профессор персидского языка. С 1867 г. и до своей смерти возглавлял Французский Институт восточных языков и культур.
Перевёл на французский язык и опубликовал значительное количество важных исторических памятников.
Среди них, например: 
- «История Средней Азии» Абд аль-Карима Бухари (фр. Histoire d'Asie Central (Afghanistan, Boukhara, Khiva, Khoqand). Depuis les dernieres annees de regne de Nadir Chah (1153), jusqu'en 1233 de l'Hegire (1740-1818), par Mir Abdoul Kerim Boukhary; оригинал 1818, перевод 1876)
- отчёт Георга Тектандера о посольстве императора Рудольфа II к персидскому шаху Аббасу I в 1602 году (фр. Iter Persicum ou Description du voyage en Perse entrepris en 1602 par Étienne Kakasch de Zalonkemeny...; оригинал 1609, перевод 1877) и др.